# 大河乡 (肃南县)
大河乡，是中华人民共和国甘肃省张掖市肃南裕固族自治县下辖的一个乡镇级行政单位。

## 行政区划
大河乡下辖以下地区：
光华村、大滩村、红湾村、东岭村、西岭村、西岔河村、西河村、营盘村、天桥湾村、松木滩村、老虎沟村、大岔村、白庄子村、喇嘛湾村、西柳沟村、旧寺湾村和红边子村。